# Marcus Sandl
Marcus Sandl (* 26. Januar 1967 in Zürich) ist ein Schweizer Historiker für die Geschichte der Frühen Neuzeit.

## Leben
Marcus Sandl studierte von 1988 bis 1992 an der Universität Regensburg Geschichte, Politikwissenschaften und Philosophie. Es folgte die Promotion an der Justus-Liebig-Universität Gießen mit der Arbeit „Ökonomie des Raumes“, ein Beitrag zur Entstehung des politischen Steuerungswissens und des ökonomischen Denkens im 18. Jahrhundert. Die venia legendi erlangte er im November 2008 während seiner Zeit als wissenschaftlicher Mitarbeiter und Habilitationsstipendiat am Fachbereich Geschichte der Universität Konstanz. Daraus ging 2011 die Publikation „Medialität und Ereignis – Eine Zeitgeschichte der Reformation“ hervor. In dieser Arbeit verknüpft Sandl eine detaillierte Analyse theologischer Diskurse des reformatorischen Zeitgeschehens mit den neuesten Ansätzen der Medientheorie. Die Rezensionen loben zum einen das gründliche Studium lateinischer Quellentexte, die sprachliche Eloquenz und akribische Auseinandersetzung mit komplexen theologischen Ideen und zeitgenössischen Weltanschauungen sowie den bemerkenswerten Blick für kulturgeschichtliche Querverbindungen; gleichzeitig wird der voraussetzungsreiche und z. T. hermetische Schreibstil Sandls kritisiert, der diese Arbeit aber dennoch zu einem „Lesegewinn“ mache.
Sandl ist Herausgeber zahlreicher Sammelbände zur Medien-, Reformations- und Wissensgeschichte (u. a. gemeinsam mit Rudolf Schlögl).
2009 übernahm Marcus Sandl eine Ergänzungsprofessur (W3) für Neuere Geschichte an der Universität Konstanz. Seit September 2009 ist er Assistenzprofessor für die Medialität der Vormoderne an der Universität Zürich.

## Publikationen (Auswahl)

### Monografien
- Ökonomie des Raumes. Der kameralwissenschaftliche Entwurf der Staatswirtschaft im 18. Jahrhundert.  Böhlau Verlag Köln u. a. 1997, ISBN 3-412-00199-6.
- Medialität und Ereignis. Eine Zeitgeschichte der Reformation. Chronos Zürich u. a. 2011, ISBN 3-0340-1018-4.

### Herausgeberschaften
- zusammen mit Harald Schmidt: Gedächtnis und Zirkulation. Der Diskurs des Kreislaufs im 18. und frühen 19. Jahrhundert. Göttingen 2002, ISBN 3-525-35573-4.
- zusammen mit Joachim Eibach: Protestantische Identität und Erinnerung. Von der Reformation bis zur Bürgerrechtsbewegung in der DDR. Göttingen 2003, ISBN 3-525-35575-0.
- zusammen mit Fabio Crivellari, Kay Kirchmann und Rudolf Schlögl: Die Medien der Geschichte. Medialität und Historizität in interdisziplinärer Perspektive. Konstanz 2004 uvk.de, ISBN 3-89669-721-8.
- zusammen mit Sven Grampp, Kay Kirchmann, Rudolf Schlögl und Eva Wiebel: Revolutionsmedien – Medienrevolutionen. Konstanz 2008 uvk.de, ISBN 978-3-86764-073-2.